# Lancia Flaminia
Die Lancia Flaminia ist ein Automobil der Oberklasse des Herstellers Lancia, das von Frühjahr 1957 bis Anfang 1970 produziert wurde. Es trat die Nachfolge der Lancia Aurelia an und trug ebenso wie diese den Namen einer Römerstraße, der Via Flaminia. Es basiert auf den Studien Lancia Florida I/II.

## Entwicklung
1955 begann für die Marke Lancia eine neue Ära. Die Familie Lancia konnte die im Jahre 1906 von Vincenzo Lancia gegründete Firma nicht mehr halten und musste die Aktien des Familienunternehmens nach 49 Jahren verkaufen. Cavaliere Carlo Pesenti, ein Bauunternehmer und Zementfabrikant, übernahm im Herbst 1955 das Unternehmen.
Nach dem Zweiten Weltkrieg hatte Gianni Lancia, der Sohn des 1937 verstorbenen Vincenzo Lancia, nicht genug in neue Produktionsanlagen investiert. Die Herstellungskosten der aktuellen Modelle Appia und Aurelia waren hoch, hinzu kamen die enormen Summen für die Grand-Prix-Aktivitäten der Squadra Corse Lancia. Auch Lancias Nutzfahrzeugsparte hatte Verluste erwirtschaftet.
Unter dem neuen Eigentümer Pesenti löste Antonio Fessia Vittorio Jano als technischen Direktor ab.
In dieser Zeit stellte Lancias Hausdesigner Pininfarina eine große Limousine vor, geplant als Nachfolger der Lancia Aurelia.
Dieser Entwurf basierte auf einer „Florida I“ genannten Studie Pinin Farinas auf dem Aurelia-Chassis. Eine große viertürige Limousine mit gegenläufig öffnenden Türen wie bei der Aurelia. Der schildförmige Kühlergrill der Aurelia war einem langen flachen gewichen und die gesamte Karosserie niedriger und schlanker gestaltet. Ohne Fensterrahmen und B-Säule wirkte das Auto wie ein elegantes viertüriges Coupé, ähnlich dem heutigen Mercedes CLS. Das Design war für die Zeit richtungsweisend und beeinflusste nachhaltig das Styling der 1960er-Jahre. Heute ist das Fahrzeug gelegentlich bei Oldtimerveranstaltungen wie dem Concorso d’Eleganza Villa d’Este am Comer See zu sehen.
Lancias Management war von der Form des Florida überzeugt und ließ auf dieser Basis eine Serienlimousine entwickeln. Auf dem Turiner Autosalon 1956 zeigte Lancia den Prototyp des neuen Wagens. Es war eine komfortable Limousine mit einem 72 kW (98 PS) leistenden V6-Motor mit hinten an der Achse liegendem Getriebe. Technisch hatte das neue Automobil sehr viele Ähnlichkeiten mit seinem Vorgänger, der Lancia Aurelia; aber die Karosserieform war neu.

## Berlina

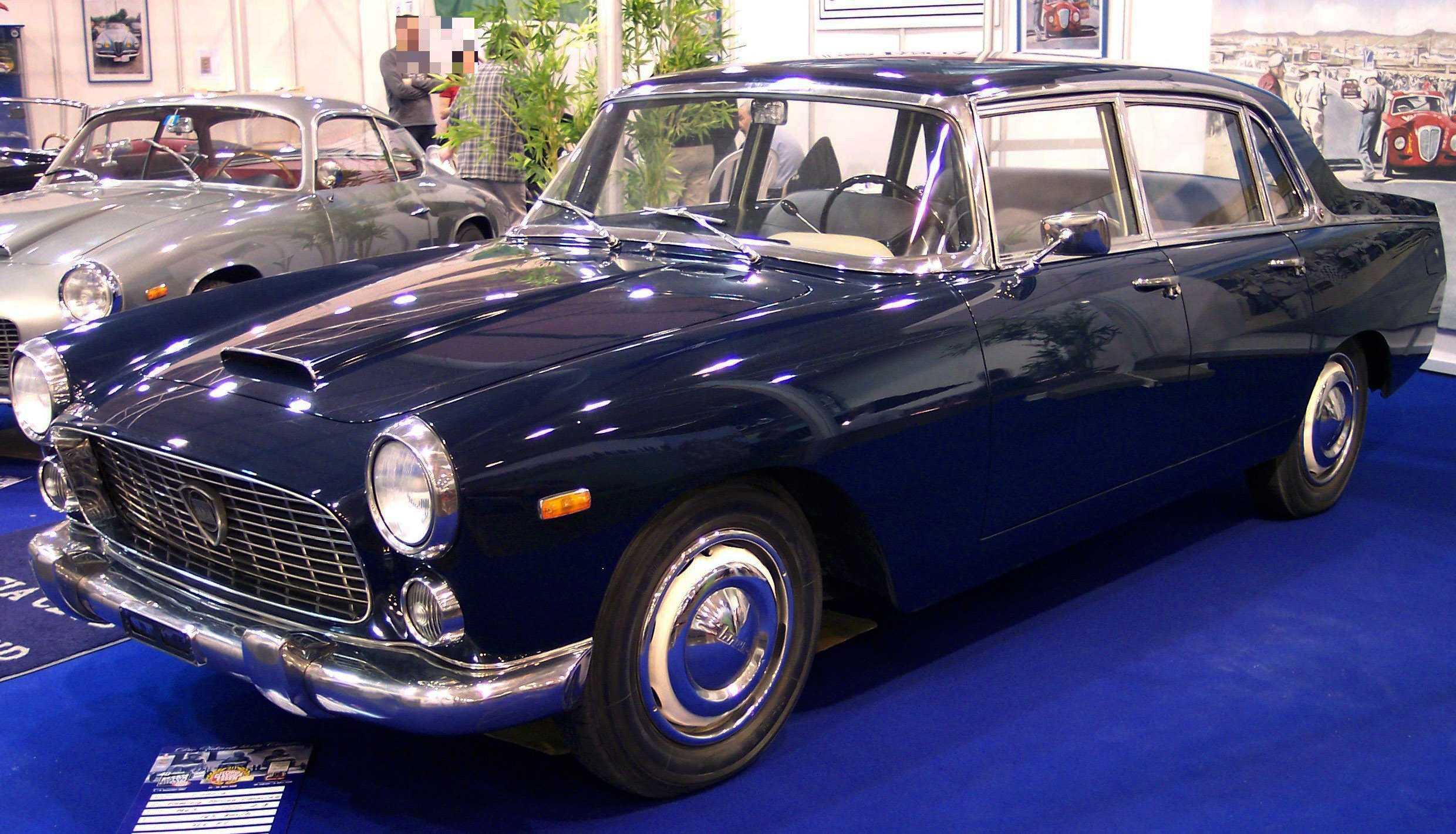
Lancia Flaminia Berlina (1963–1970)

Ein Jahr später, auf dem Genfer Auto-Salon im März 1957, präsentierte Lancia die serienreife Flaminia.
Die Form dieser Limousine (Berlina genannt) war modern und schlicht. Das Auto prägte die Fahrzeuggestaltung der kommenden Jahre wie kaum ein anderes: Nicht nur die Pininfarina-Designs für Peugeot (404) und die British Motor Corporation orientierten sich an der sogenannten Trapezform der Flaminia, sondern auch US-amerikanische (Pontiac), japanische (Prince) und deutsche Hersteller (DKW, Borgward, Sachsenring).
Die Motorleistung des neuen Modells lag anfangs bei 75 kW (102 PS). Wie bei der Aurelia war der Motor ein V6 – eine Bauweise, die es zu dieser Zeit nur bei Lancia gab, während sie heute bei Sechszylindermotoren fast die Regel ist.
Die Limousine war wieder durchdacht und mit aufwändigen Detaillösungen konstruiert. Zum Beispiel sorgte – allerdings nur in den ersten Serien – ein Heckscheibenwischsystem mit je 2 Wischblättern innen und außen für klare Sicht. Speziell zum Öffnen des dritten Seitenfensters war ein Druckluftaggregat eingebaut. Die Hupe war mit einem Hebelchen umschaltbar: Entweder erklang eine ordentliche klangvolle Fanfare oder ein sehr diskretes Signal, um in der Stadt die Leute nicht zu erschrecken. Spätere Modelle konnten außerdem mit beheizbarer Heckscheibe und elektrische Fensterhebern ausgestattet werden.
Die Flaminia hatte ein vollsynchronisiertes Getriebe, das mit dem Differential in einem gemeinsamen Gehäuse saß (Transaxle), eine De-Dion-Hinterachse und (ab Anfang 1961) Scheibenbremsen an allen vier Rädern.
Anfang 1961 wurde die Motorleistung auf 81 kW (110 PS) erhöht, was für eine Limousine mit einem Leergewicht von 1550 kg nicht zu viel war.
Ende 1962 kam der auf 2,8 Liter vergrößerte Motor mit 95 kW (129 PS).
Im Herbst 1963 erschien die zweite Serie.
Wegen ihrer raffinierten, aber auch aufwändigen Bauart war die Flaminia ein teures Auto, das im Preis höher lag als vergleichbare Fahrzeuge von Mercedes-Benz oder Jaguar.
Dies und die hohen Steuern für Autos mit über 2000 cm³ Hubraum auf dem italienischen Heimatmarkt verhinderten eine große Stückzahl. Von Frühjahr 1957 bis Anfang 1970 wurden nur knapp 4000 Limousinen gebaut.

## Coupés
Traditionell vergab Lancia Aufträge für von der Limousine abgeleitete Sonderkarosserien.
Wie schon bei der Lancia Appia wurden drei Konzepte gewählt, realisiert von Pininfarina, Touring und Zagato. Pininfarina baute das elegante, viersitzige Coupe für lange Reisen, Touring verwirklichte den sportlichen Zweisitzer für den Mittelstand und Zagato war für den Supersportwagen mit Rennsportambitionen zuständig.
Auf dem Pariser Autosalon 1960 stellte der Designer Raymond Loewy den Lancia Loraymo vor, eine Designstudie auf Basis des Flaminia.

### Pininfarina

#### Flaminia Coupé

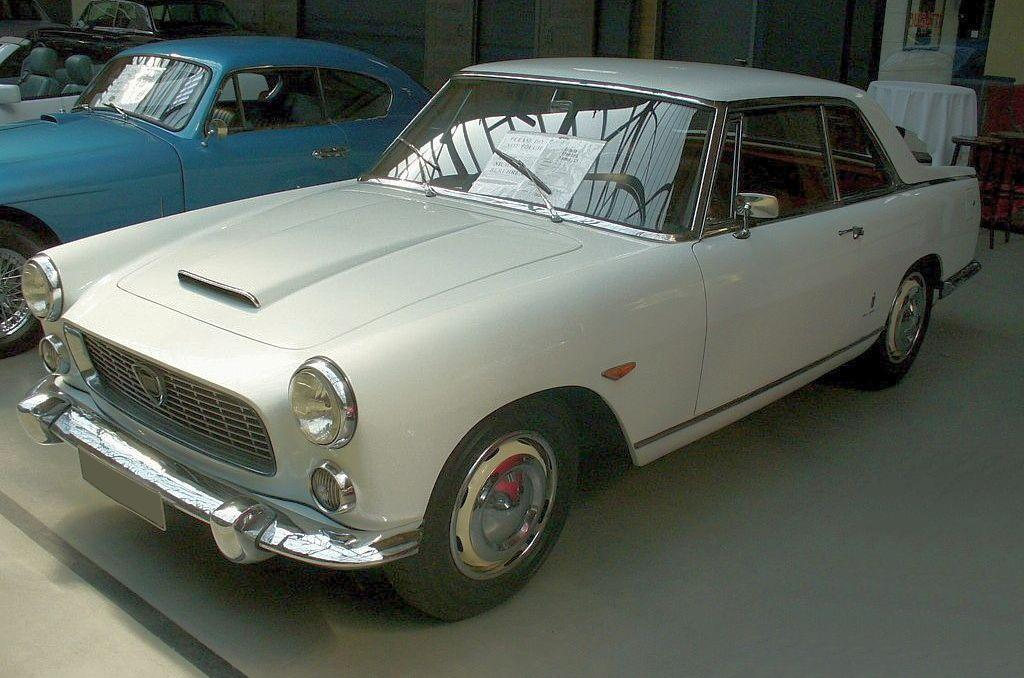
Lancia Flaminia Coupé 2500 (1963–1967)

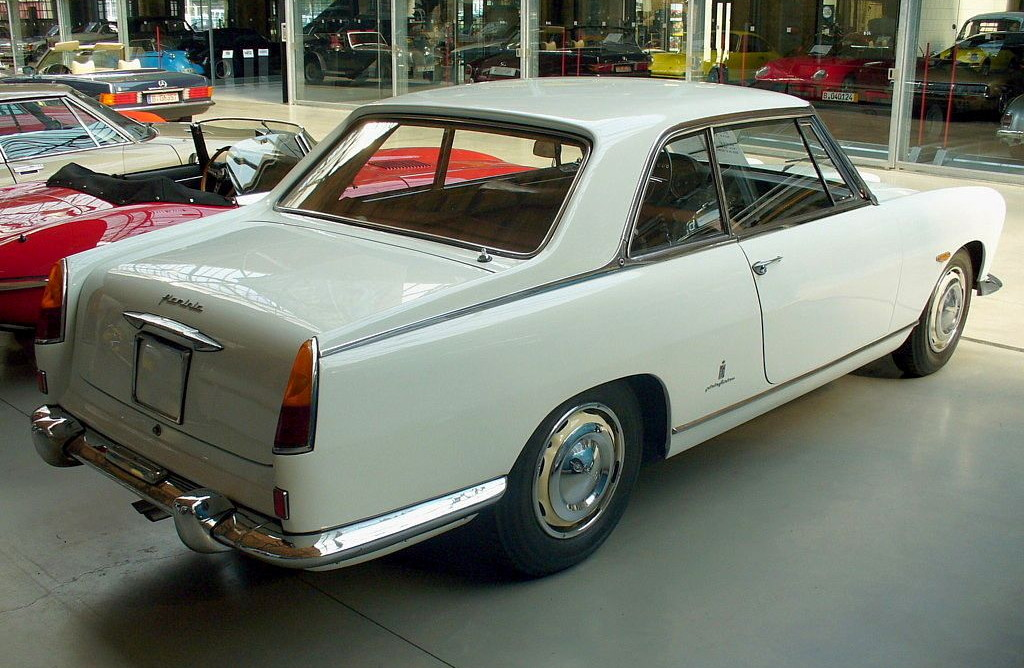
Heckansicht

Auf dem Turiner Autosalon 1958 zeigte Lancia das zweitürige, viersitzige Coupé von Pininfarina. Der Wagen war eine direkte Weiterentwicklung der auf einem Lancia-Chassis gebautem Florida II. Wie der Florida I war auch der Florida II von Battista Farina entworfen worden. Der Entwurf zählte zu seinen persönlichen Favoriten und wurde von ihm selbst bis zu seinem Tode im Jahr 1966 gefahren.
Das Coupé war der Limousine sehr ähnlich. Für die damalige Zeit war es technisch wie auch gestalterisch richtungsweisend. Übernommen wurden das Grundkonzept der Limousine aus De-Dion-Doppelgelenkachse, der Hilfsrahmen für Vorderachse und Motor mit Doppelquerlenkerachse, der Sechszylinder-V-Motor und das mit der Kupplung hinten angeordnete Getriebe. Der Radstand wurde von 2,87 m auf 2,75 m gekürzt und die Motorleistung auf 87 kW (119 PS) angehoben. Durch das gegenüber der Limousine geringere Gewicht, 1500 kg, und den verkürzten Radstand waren die Fahrleistungen besser als bei der schwereren Limousine.
Im Test der Zeitschrift das Auto, Motor und Sport von 1960 beschleunigte der Wagen in 16,4 Sekunden von 0 auf 100 km/h und erreichte eine Höchstgeschwindigkeit von 168 km/h. Mit einem Grundpreis von 26.850 DM war der Lancia viermal so teuer wie ein Karmann Ghia und zählte somit zu den Luxusautos. Der Preis konnte noch gesteigert werden durch eine Heizung (300 DM), Scheibenbremsen an allen vier Rädern (550 DM) und einer Lederpolsterung (1.150 DM). Als Gegenwert bekam der Kunde ein Fahrzeug, so Auto Motor und Sport, das im Fahrverhalten, der Verarbeitung und Eleganz außergewöhnlich war. Das Fahrverhalten wird als sehr handlich, gut gefedert und exakt beschrieben. Die Verarbeitung war sehr hochwertig mit geringen Spaltmaßen, hochwertigen Materialien und aufwändigen Details. Als Beispiel hierfür sind Radmuttern aus Messing, Kofferraumdeckel, Motorhaube und Tank aus Aluminium sowie Aluminiumverkleidungen der Schweller und der B-Säule zu nennen. Das Design wurde sowohl innen wie auch außen als besonders elegant bewertet.
Das Auto wurde während seiner Produktionszeit von Anfang 1959 bis Frühjahr 1967 ständig weiterentwickelt. Die erste Serie (Typ 823) wurde von Anfang 1959 bis Ende 1963 gebaut. Der Motor hat hier 2458 cm³ Hubraum. Zunächst wurde er mit einem Solex-Vergaser 40 PAAI und 85 kW (119 PS) angeboten. Von 1962 bis 1963 erhielt der Motor drei Solex-Doppelvergaser, die Leistung stieg auf 95 kW (128 PS).
Im Herbst 1963 folgte die zweite Serie (Typ 826), die die Modellbezeichnung „Coupé 3B 2,8“ trug. Wesentlicher Unterschied zur ersten ist die Hubraumerweiterung auf 2775 cm³. Das Auto hatte nun 103 kW (140 PS) und erreichte damit eine Höchstgeschwindigkeit von 181 km/h. Außerdem wurde das Auto in einigen Details, Stoßstange vorne, Sitze, Rücklichter, vereinfacht oder verändert, um das Fahrzeug kostengünstiger produzieren zu können. Im Vergleich zum 2,5-Liter-Wagen wurde der 2,8-Liter deutlich günstiger angeboten.
1966 verlangte Lancia 21.550 DM, dennoch blieben die Stückzahlen auf niedrigem Niveau. Daher ist das von Pininfarina gefertigte Flaminia Coupé heute in der deutschen Oldtimerszene recht unterrepräsentiert. In England, den Niederlanden oder der Schweiz ist die Szene deutlich ausgeprägter.
Wer einen interessanten Klassiker aus den 1960er-Jahren mit hochkarätiger Technik und guter Verarbeitung sucht, findet mit dem Flaminia ein passendes Auto. Der Flaminia ist mit modernen Lancias der Fiat-Ära nicht zu vergleichen. Die Verarbeitung ist genauso aufwändig wie bei zeitgenössischen Maserati, Ferrari oder Jaguar. Zum Teil werden die gleichen Komponenten, wie Bremsen, Scheinwerfer, Türgriffe, Elektrik, Scheibenwascher oder Aschenbecher verwendet.
Vom Pininfarina Coupé gibt es nur wenig gute Autos auf dem Markt. Teile sind im Vergleich zu alten Alfa Romeos nur schwer und zu hohen Preisen zu bekommen. Bei italienischen Spezialisten sind jedoch mittlerweile Nachfertigungen von den wesentlichen Verschleißteilen zu erhalten.

### Superleggera Touring

#### Flaminia GT

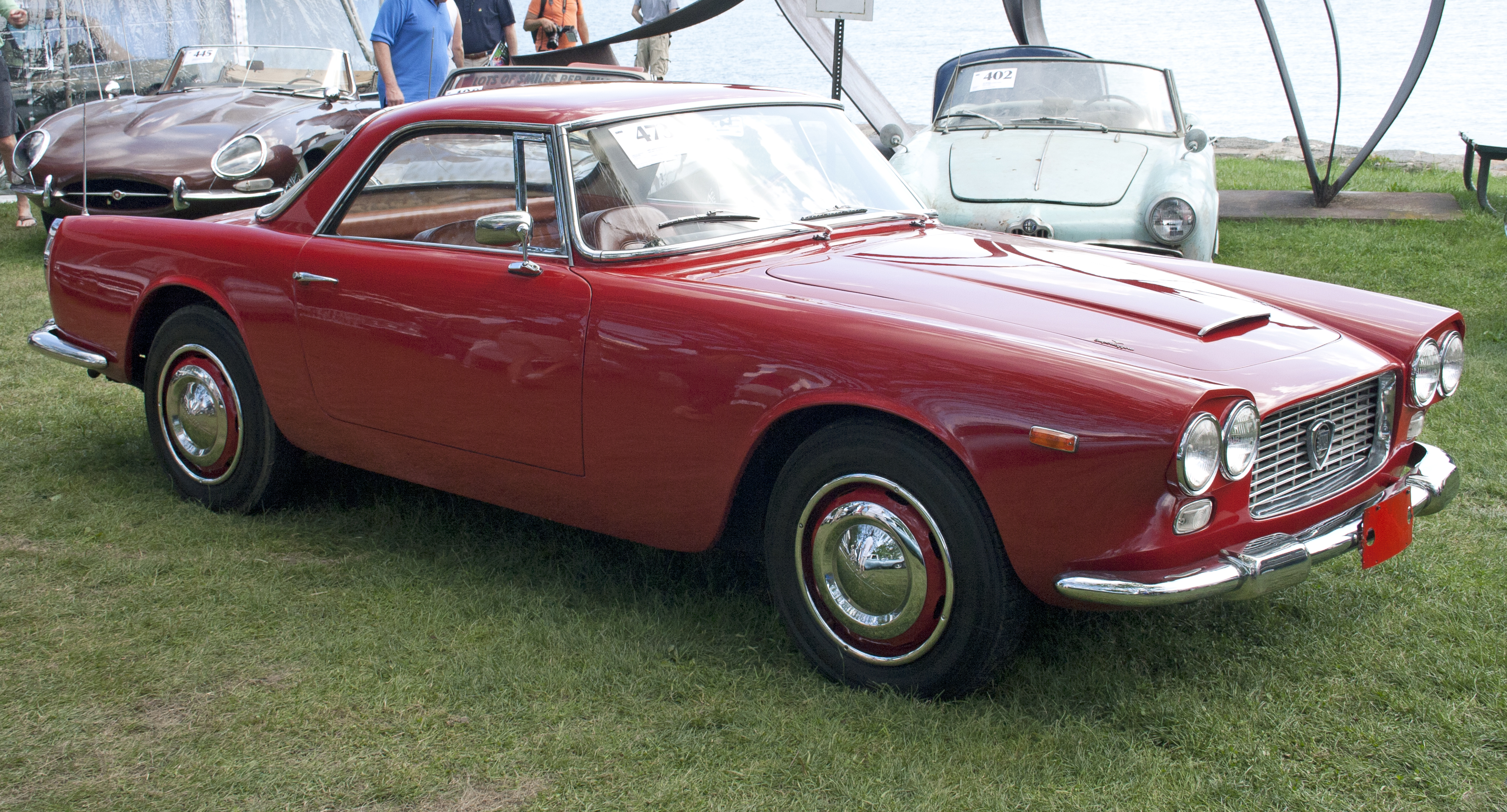
Lancia Flaminia Coupé GT (1959–1963)

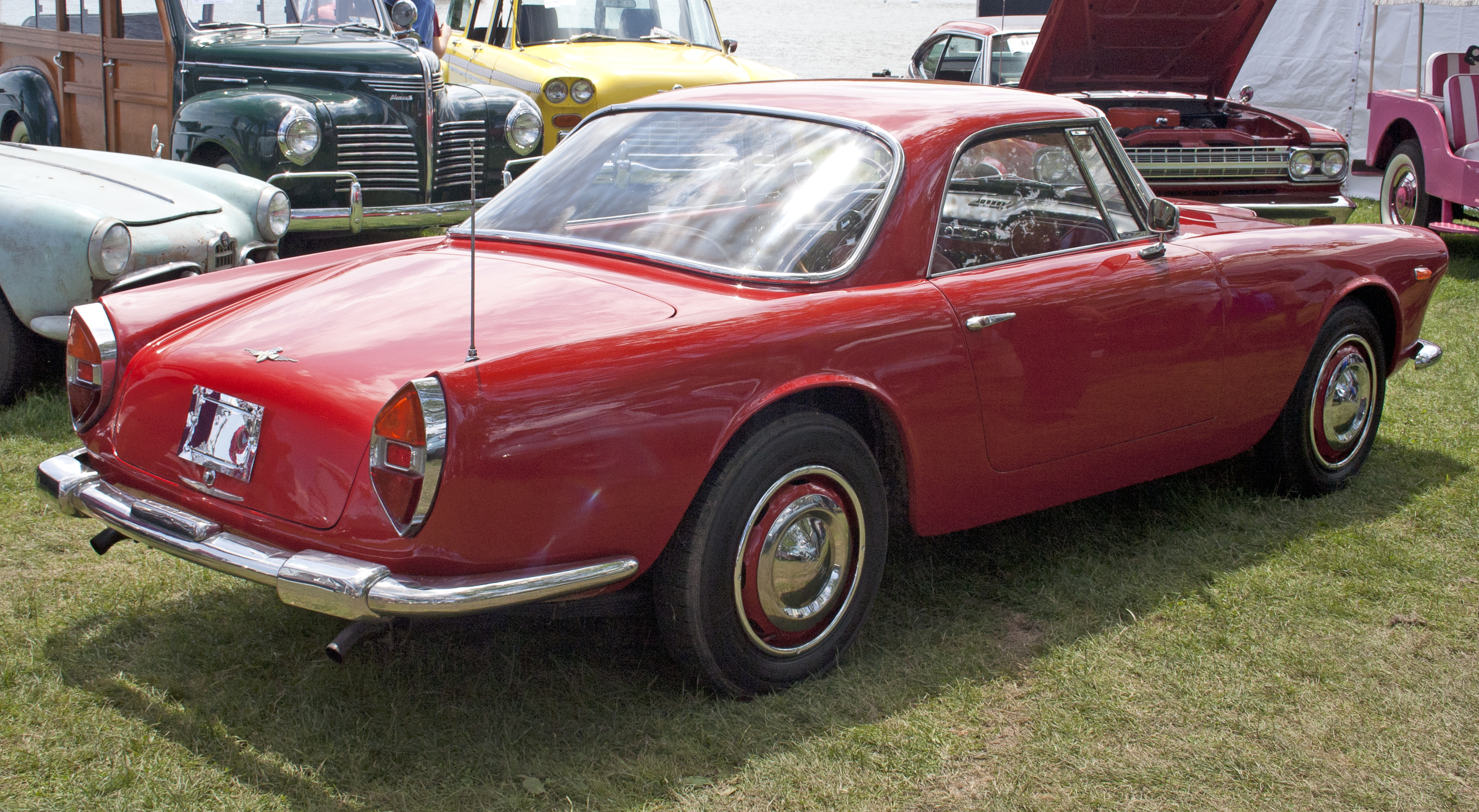
Heckansicht

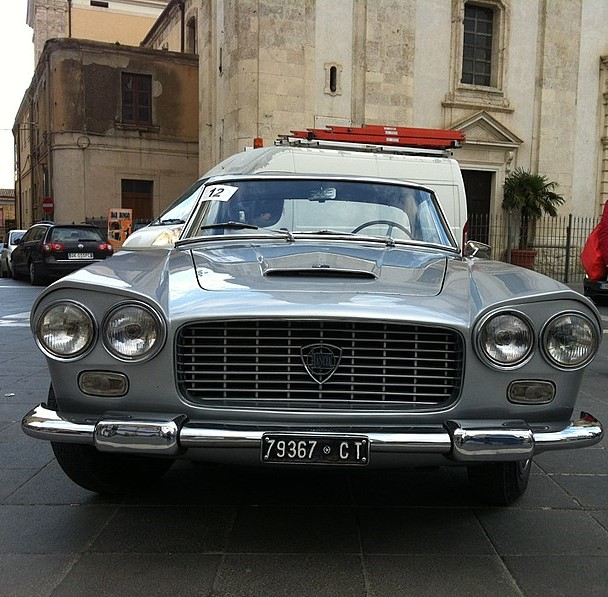
Nahaufnahme von vorne

Die zwischen Frühjahr 1959 bis Mitte 1967 angebotene zweite Variante wurde von der Carrozzeria Touring gebaut, kenntlich an der Bezeichnung GT (=Gran Turismo). Die Form ist an die des Maserati 3500 GT angelehnt. Im Grundsatz hat dieses Auto, ebenso wie das PF-Coupé, die Technikkomponenten von der Limousine. Die für Touring typische Superleggera-Bauweise, eine Karosserie mit einem aluminiumverkleideten Stahlrohrgerippe, sorgte für ein 200 kg geringeres Gewicht. Das Leergewicht des Touring Coupé lag damit bei nur 1337 kg. Wegen des auf 2520 mm verkürzten Radstandes und der reduzierten Stirnfläche verbesserten sich Fahrleistungen und Straßenlage.
So zeigte sich Auto, Motor und Sport 1960 begeistert von dem Auto und zählte das Auto zu den bestliegenden serienmäßigen Sportwagen. Im Vergleich zum Pininfarina Coupé ist das Auto härter gefedert, lauter und schneller. Im Test beschleunigte die 2,5-Liter-Version in 12,8 s von 0 auf 100 km/h. Die Endgeschwindigkeit lag bei 180 km/h.
Auch das Touring Coupé war mit mindestens 29.850 DM kein billiges Auto. Eine Lederpolsterung kostete 510 DM Aufpreis. In Italien galt der Lancia als der Ferrari des Mittelstandes. Ein Ferrari 275 war mit ca. 49.000 DM jedoch noch einiges teurer als der Touring.
Der Wagen wurde ständig weiterentwickelt. Ebenso wie beim Pininfarina Coupé profitierte der Touring von der Weiterentwicklung der Motoren. Die erste Serie (Typ 824) gab es erst mit einem Vergaser und 87 kW (119 PS), gefolgt von der 3 C-Version mit drei Doppelvergasern und hier schon 103 kW (140 PS). Die zweite Serie (Typ 826) war ab Herbst 1963 mit dem 2,8-Liter-Motor mit 110 kW (150 PS) versehen.
Auch vom Flaminia Touring wurden nur wenige Exemplare gebaut. Dennoch ist das Auto auf Oldtimerveranstaltungen häufiger anzutreffen als das Pininfarina Coupé. Die Ersatzteilsituation ist ähnlich wie beim Pininfarina Coupé. Wirklich gute Autos sind auch hier rar, da die Aluminiumkarosserie nur mit großer Fachkompetenz instand gesetzt werden kann.

#### Flaminia GTL
Die Flaminia GTL war eine 2+2-sitzige Coupé-Variante des GT mit einem auf 2600 mm verlängerten Radstand.

### Zagato

#### Flaminia Sport

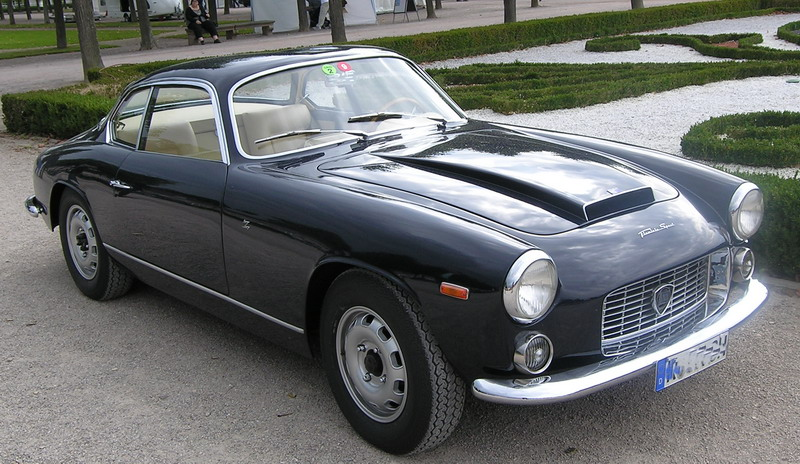
Lancia Flaminia Zagato Sport
(1959–1963)

Auf dem Turiner Autosalon 1958 erschien der Lancia Flaminia Sport. Der Wagen wurde von der Carrozzeria Zagato entworfen und ab Frühjahr 1959 gebaut. Anders als GT-Versionen von Touring mit ihren gestreckten Linien wirkten die Sport-Versionen gedrungen. Tatsächlich waren sie leichter und strömungsgünstiger und kamen auf noch bessere Beschleunigungswerte und Höchstgeschwindigkeit. Alle Flaminia Sport- und Flaminia Supersport-Modelle hatten die Zagato-typische Double Bubble-Dachkonstruktion (zwei Auswölbungen über den Köpfen der Insassen), die für gute Kopffreiheit und Karosseriesteifigkeit sorgte. Im Herbst 1963 wurde auch beim Sport die Leistung auf 110 kW (150 PS) erhöht. Die Fertigung des Zagato Sport endete Mitte 1967. Einige Elemente des Designs übertrug Zagato auch auf andere Modelle, darunter den Bristol 406 Zagato und den 407 GTZ Zagato.

#### Flaminia Supersport

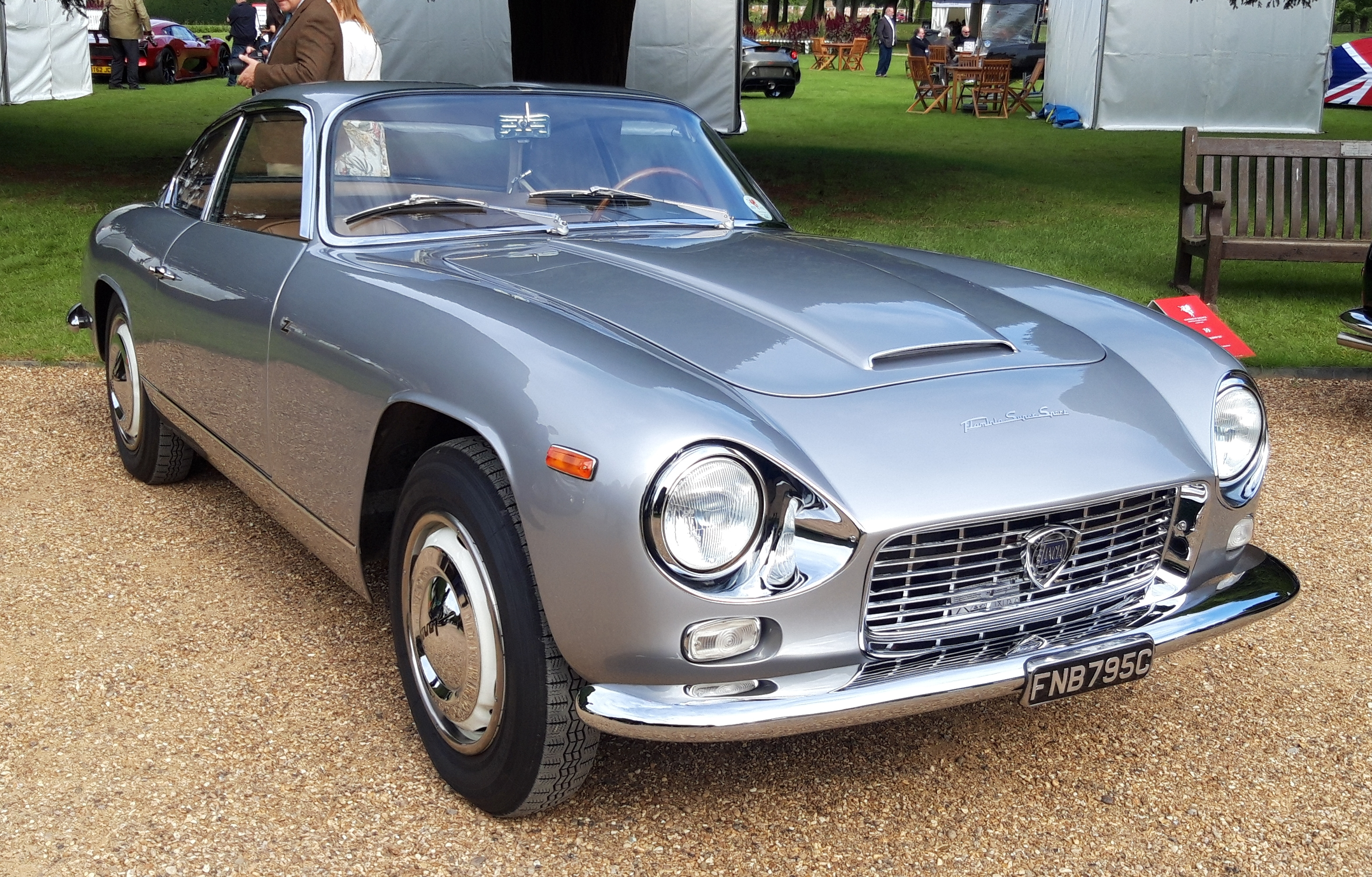
Lancia Flaminia Supersport

Der Lancia Flaminia 3C 2.8 Supersport von Zagato war die letzte Version des Sport. Mit drei Weber-Vergasern leistete der 2775 cm³-V6-Motor 110 kW (152 PS) bei 5200/min.
Damit erreichte der Wagen als einziger serienmäßige klassische Lancia 210 km/h Höchstgeschwindigkeit.
Ein strömungsgünstiges Kamm-Heck und eine um 25 mm flachere Karosserie sorgten für einen geringen Luftwiderstand.
Die zwei Werksprototypen des Flaminia SZ wurden auf einem Rohrrahmenchassis aufgebaut, so dass das Gewicht nur 980 kg betrug.

## Cabriolet

### Superleggera Touring
Auf der Basis des Flaminia GT stellte Superleggera Touring zwischen Frühjahr 1959 und Mitte 1967 auch einen eleganten offenen Zweisitzer (Convertibile) her.

## Flaminia presidenziale

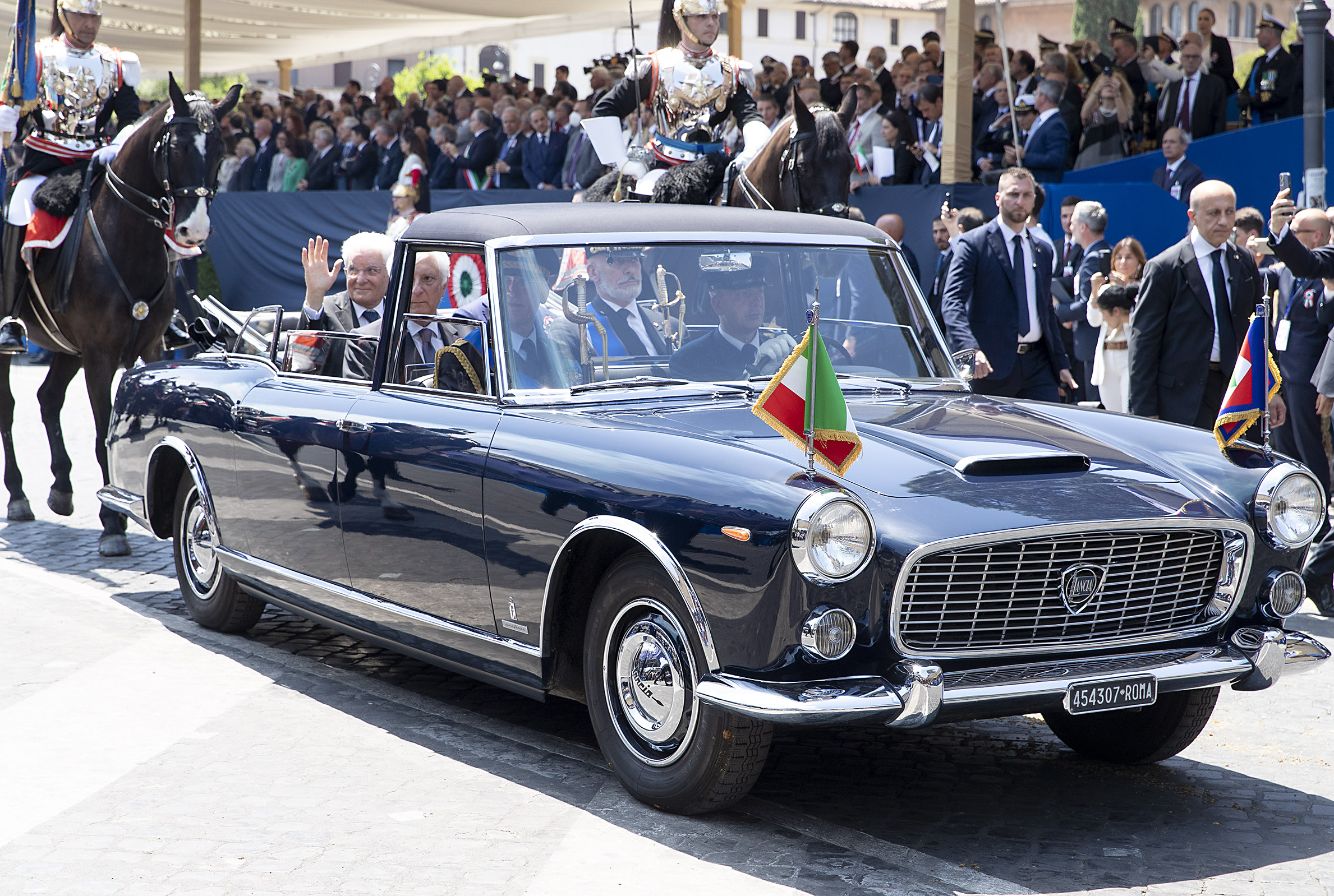
Die Flaminia presidenziale auf dem Festa della Repubblica Italiana am 2. Juni 2022

Die presidenziale ist in staatlichem Auftrag in einer Kleinstserie von 5 Stück entstanden, vier davon befinden sich nach wie vor im Staatsdienst und werden vom Präsidenten der italienischen Republik bei offiziellen Anlässen genutzt.

## Stückzahlen
- Flaminia Berlina (1957–1963): 2695
- Flaminia Berlina (1963–1970): 649
- Flaminia Berlina 2.8: 599
- Insgesamt: 3943

- Flaminia Coupé Pininfarina (1959–1963): 3191
- Flaminia Coupé Pininfarina (1963–1967): 950
- Flaminia Coupé Pininfarina 2.8: 1085
- Insgesamt: 5226

- Flaminia Coupé GT Touring (1959–1963): 863
- Flaminia Coupé GT Touring (1963–1967): 685
- Flaminia Coupé GT/GTL Touring 2.8: 468
- Insgesamt: 2016

- Flaminia Convertibile GT Touring (1959–1963): 421
- Flaminia Convertibile GT Touring (1963–1967): 264
- Flaminia Convertibile GT Touring 2.8: 180
- Insgesamt: 865

- Flaminia Sport Zagato (1959–1961): 199
- Flaminia Sport Zagato 3C 2.5 l (1961–1963): 152
- Flaminia Sport Zagato 3C 2.8 l (1963–1964): 33
- Flaminia Supersport Zagato 2.8 l (1964–1967): 209
- Insgesamt: 593

- Stückzahl aller Flaminia-Versionen: 12.649

| Technische Daten Lancia Flaminia | | | | | | | | | | | | |                          |
| Lancia Flaminia:                 | Berlina 2500 | Coupé 2500 | GT (Touring) | Sport (Zagato) | Berlina 2500 | Coupé 3B | GT 3C | Sport 3C | Berlina 2800 | Coupé 3B 2800 | GT 3C 2800 | Supersport |                          |
| Motor                            | 6-Zylinder-V-Motor (Viertakt), Gabelwinkel 60° | 6-Zylinder-V-Motor (Viertakt), Gabelwinkel 60° | 6-Zylinder-V-Motor (Viertakt), Gabelwinkel 60° | 6-Zylinder-V-Motor (Viertakt), Gabelwinkel 60° | 6-Zylinder-V-Motor (Viertakt), Gabelwinkel 60° | 6-Zylinder-V-Motor (Viertakt), Gabelwinkel 60° | 6-Zylinder-V-Motor (Viertakt), Gabelwinkel 60° | 6-Zylinder-V-Motor (Viertakt), Gabelwinkel 60° | 6-Zylinder-V-Motor (Viertakt), Gabelwinkel 60° | 6-Zylinder-V-Motor (Viertakt), Gabelwinkel 60° | 6-Zylinder-V-Motor (Viertakt), Gabelwinkel 60° | 6-Zylinder-V-Motor (Viertakt), Gabelwinkel 60° |                          |
| Hubraum                          | 2458 cm³ | 2458 cm³ | 2458 cm³ | 2458 cm³ | 2458 cm³ | 2458 cm³ | 2458 cm³ | 2458 cm³ | 2775 cm³ | 2775 cm³ | 2775 cm³ | 2775 cm³ |                          |
| Bohrung × Hub                    | 80 × 81,5 mm | 80 × 81,5 mm | 80 × 81,5 mm | 80 × 81,5 mm | 80 × 81,5 mm | 80 × 81,5 mm | 80 × 81,5 mm | 80 × 81,5 mm | 85 × 81,5 | 85 × 81,5 | 85 × 81,5 | 85 × 81,5 |                          |
| Leistung bei 1/min               | 74 kW (100 PS) bei 4800 | 87,5 kW (119 PS) bei 5100 | 87,5 kW (119 PS) bei 5100 | 87,5 kW (119 PS) bei 5100 | 81 kW (110 PS) bei 5200 | 94 kW (128 PS) bei 5600 | 102,5 kW (140 PS) bei 5600 | 102,5 kW (140 PS) bei 5600 | 94 kW (129 PS) bei 5000 | 102,5 kW (140 PS) bei 5400 | 110 kW (150 PS) bei 5400 | 110 kW (150 PS) bei 5400 | 110 kW (150 PS) bei 5400 |
| Max. Drehmoment bei 1/min        | 199 SAE-Nm bei 3000 | 192 SAE-Nm bei 3500 | 192 SAE-Nm bei 3500 | 192 SAE-Nm bei 3500 | 196 SAE-Nm bei 3000 | 191 SAE-Nm bei 3500 | 211 SAE-Nm bei 3600 | 211 SAE-Nm bei 3600 | 238 SAE-Nm bei 2500 | 230 SAE-Nm bei 3000 | 233 SAE-Nm bei 3500 | 233 SAE-Nm bei 3500 |                          |
| Verdichtung                      | 7,9:1 | 8,5:1 | 8,5:1 | 8,5:1 | 8,4:1 | 9,1:1 | 9,1:1 | 9,1:1 | 9,0:1 | 9,0:1 | 9,0:1 | 9,0:1 |                          |
| Gemischaufbereitung              | 1 Fallstrom-Doppelvergaser Solex 35 | 1 Fallstrom-Doppelvergaser Solex 35 | 1 Fallstrom-Doppelvergaser Solex 35 | 1 Fallstrom-Doppelvergaser Solex 35 | 1 Fallstrom-Doppelvergaser Solex 40 | 1 Fallstrom-Dreifachvergaser Solex 35 | 3 Doppelvergaser Weber 35 | 3 Doppelvergaser Weber 35 | 1 Fallstrom-Doppelvergaser Solex 40 | 1 Fallstrom-Dreifachvergaser Solex 35 | 3 Fallstrom-Doppelvergaser Weber 35 | 3 Fallstrom-Doppelvergaser Weber 35 |                          |
| Ventilsteuerung                  | Zentrale Nockenwelle, Antrieb über Kette | Zentrale Nockenwelle, Antrieb über Kette | Zentrale Nockenwelle, Antrieb über Kette | Zentrale Nockenwelle, Antrieb über Kette | Zentrale Nockenwelle, Antrieb über Kette | Zentrale Nockenwelle, Antrieb über Kette | Zentrale Nockenwelle, Antrieb über Kette | Zentrale Nockenwelle, Antrieb über Kette | Zentrale Nockenwelle, Antrieb über Kette | Zentrale Nockenwelle, Antrieb über Kette | Zentrale Nockenwelle, Antrieb über Kette | Zentrale Nockenwelle, Antrieb über Kette |                          |
| Kühlung                          | Wasserkühlung | Wasserkühlung | Wasserkühlung | Wasserkühlung | Wasserkühlung | Wasserkühlung | Wasserkühlung | Wasserkühlung | Wasserkühlung | Wasserkühlung | Wasserkühlung | Wasserkühlung |                          |
| Getriebe                         | 4-Gang-Getriebe, Lenkrad- oder Mittelschaltung Limousine a.W. mit Saxomat Hinterradantrieb                                                                            | 4-Gang-Getriebe, Lenkrad- oder Mittelschaltung Limousine a.W. mit Saxomat Hinterradantrieb                                                                            | 4-Gang-Getriebe, Lenkrad- oder Mittelschaltung Limousine a.W. mit Saxomat Hinterradantrieb                                                                            | 4-Gang-Getriebe, Lenkrad- oder Mittelschaltung Limousine a.W. mit Saxomat Hinterradantrieb                                                                            | 4-Gang-Getriebe, Lenkrad- oder Mittelschaltung Limousine a.W. mit Saxomat Hinterradantrieb                                                                            | 4-Gang-Getriebe, Lenkrad- oder Mittelschaltung Limousine a.W. mit Saxomat Hinterradantrieb                                                                            | 4-Gang-Getriebe, Lenkrad- oder Mittelschaltung Limousine a.W. mit Saxomat Hinterradantrieb                                                                            | 4-Gang-Getriebe, Lenkrad- oder Mittelschaltung Limousine a.W. mit Saxomat Hinterradantrieb                                                                            | 4-Gang-Getriebe, Lenkrad- oder Mittelschaltung Limousine a.W. mit Saxomat Hinterradantrieb                                                                            | 4-Gang-Getriebe, Lenkrad- oder Mittelschaltung Limousine a.W. mit Saxomat Hinterradantrieb                                                                            | 4-Gang-Getriebe, Lenkrad- oder Mittelschaltung Limousine a.W. mit Saxomat Hinterradantrieb                                                                            | 4-Gang-Getriebe, Lenkrad- oder Mittelschaltung Limousine a.W. mit Saxomat Hinterradantrieb                                                                            |                          |
| Radaufhängung vorn               | je zwei ungleich lange Dreieckslenker, Schraubenfedern | je zwei ungleich lange Dreieckslenker, Schraubenfedern | je zwei ungleich lange Dreieckslenker, Schraubenfedern | je zwei ungleich lange Dreieckslenker, Schraubenfedern | je zwei ungleich lange Dreieckslenker, Schraubenfedern | je zwei ungleich lange Dreieckslenker, Schraubenfedern | je zwei ungleich lange Dreieckslenker, Schraubenfedern | je zwei ungleich lange Dreieckslenker, Schraubenfedern | je zwei ungleich lange Dreieckslenker, Schraubenfedern | je zwei ungleich lange Dreieckslenker, Schraubenfedern | je zwei ungleich lange Dreieckslenker, Schraubenfedern | je zwei ungleich lange Dreieckslenker, Schraubenfedern |                          |
| Radaufhängung hinten             | De-Dion-Achse, Panhardstab, halbelliptische Blattfedern | De-Dion-Achse, Panhardstab, halbelliptische Blattfedern | De-Dion-Achse, Panhardstab, halbelliptische Blattfedern | De-Dion-Achse, Panhardstab, halbelliptische Blattfedern | De-Dion-Achse, Panhardstab, halbelliptische Blattfedern | De-Dion-Achse, Panhardstab, halbelliptische Blattfedern | De-Dion-Achse, Panhardstab, halbelliptische Blattfedern | De-Dion-Achse, Panhardstab, halbelliptische Blattfedern | De-Dion-Achse, Panhardstab, halbelliptische Blattfedern | De-Dion-Achse, Panhardstab, halbelliptische Blattfedern | De-Dion-Achse, Panhardstab, halbelliptische Blattfedern | De-Dion-Achse, Panhardstab, halbelliptische Blattfedern |                          |
| Bremsen                          | Trommelbremsen rundum, Bremskraftverstärker (ab 1960 Scheibenbremsen rundum)                                                                                          | Trommelbremsen rundum, Bremskraftverstärker (ab 1960 Scheibenbremsen rundum)                                                                                          | Trommelbremsen rundum, Bremskraftverstärker (ab 1960 Scheibenbremsen rundum)                                                                                          | Trommelbremsen rundum, Bremskraftverstärker (ab 1960 Scheibenbremsen rundum)                                                                                          | Scheibenbremsen rundum, Bremskraftverstärker | Scheibenbremsen rundum, Bremskraftverstärker | Scheibenbremsen rundum, Bremskraftverstärker | Scheibenbremsen rundum, Bremskraftverstärker | Scheibenbremsen rundum, Bremskraftverstärker | Scheibenbremsen rundum, Bremskraftverstärker | Scheibenbremsen rundum, Bremskraftverstärker | Scheibenbremsen rundum, Bremskraftverstärker |                          |
| Lenkung                          | Schneckenlenkung | Schneckenlenkung | Schneckenlenkung | Schneckenlenkung | Schneckenlenkung | Schneckenlenkung | Schneckenlenkung | Schneckenlenkung | Schneckenlenkung | Schneckenlenkung | Schneckenlenkung | Schneckenlenkung |                          |
| Karosserie                       | Stahlblech, halbselbsttragend GT und Sport/Supersport: Leichtmetall                                                                                                   | Stahlblech, halbselbsttragend GT und Sport/Supersport: Leichtmetall                                                                                                   | Stahlblech, halbselbsttragend GT und Sport/Supersport: Leichtmetall                                                                                                   | Stahlblech, halbselbsttragend GT und Sport/Supersport: Leichtmetall                                                                                                   | Stahlblech, halbselbsttragend GT und Sport/Supersport: Leichtmetall                                                                                                   | Stahlblech, halbselbsttragend GT und Sport/Supersport: Leichtmetall                                                                                                   | Stahlblech, halbselbsttragend GT und Sport/Supersport: Leichtmetall                                                                                                   | Stahlblech, halbselbsttragend GT und Sport/Supersport: Leichtmetall                                                                                                   | Stahlblech, halbselbsttragend GT und Sport/Supersport: Leichtmetall                                                                                                   | Stahlblech, halbselbsttragend GT und Sport/Supersport: Leichtmetall                                                                                                   | Stahlblech, halbselbsttragend GT und Sport/Supersport: Leichtmetall                                                                                                   | Stahlblech, halbselbsttragend GT und Sport/Supersport: Leichtmetall                                                                                                   |                          |
| Spurweite vorn/hinten            | 1367/1370 mm | 1367/1370 mm | 1367/1370 mm | 1367/1370 mm | 1367/1370 mm | 1367/1370 mm | 1367/1370 mm | 1367/1370 mm | 1367/1370 mm | 1367/1370 mm | 1367/1370 mm | 1367/1370 mm |                          |
| Radstand                         | Lim: 2870 mm, Coupé 2750 mm, GT Coupé/Cabriolet/Sport/Supersport: 2520 mm GTL: 2600 mm                                                                                | Lim: 2870 mm, Coupé 2750 mm, GT Coupé/Cabriolet/Sport/Supersport: 2520 mm GTL: 2600 mm                                                                                | Lim: 2870 mm, Coupé 2750 mm, GT Coupé/Cabriolet/Sport/Supersport: 2520 mm GTL: 2600 mm                                                                                | Lim: 2870 mm, Coupé 2750 mm, GT Coupé/Cabriolet/Sport/Supersport: 2520 mm GTL: 2600 mm                                                                                | Lim: 2870 mm, Coupé 2750 mm, GT Coupé/Cabriolet/Sport/Supersport: 2520 mm GTL: 2600 mm                                                                                | Lim: 2870 mm, Coupé 2750 mm, GT Coupé/Cabriolet/Sport/Supersport: 2520 mm GTL: 2600 mm                                                                                | Lim: 2870 mm, Coupé 2750 mm, GT Coupé/Cabriolet/Sport/Supersport: 2520 mm GTL: 2600 mm                                                                                | Lim: 2870 mm, Coupé 2750 mm, GT Coupé/Cabriolet/Sport/Supersport: 2520 mm GTL: 2600 mm                                                                                | Lim: 2870 mm, Coupé 2750 mm, GT Coupé/Cabriolet/Sport/Supersport: 2520 mm GTL: 2600 mm                                                                                | Lim: 2870 mm, Coupé 2750 mm, GT Coupé/Cabriolet/Sport/Supersport: 2520 mm GTL: 2600 mm                                                                                | Lim: 2870 mm, Coupé 2750 mm, GT Coupé/Cabriolet/Sport/Supersport: 2520 mm GTL: 2600 mm                                                                                | Lim: 2870 mm, Coupé 2750 mm, GT Coupé/Cabriolet/Sport/Supersport: 2520 mm GTL: 2600 mm                                                                                |                          |
| Abmessungen                      | Lim.: 4855 × 1750 × 1460 mm Coupé: 4680 × 1740 × 1420 mm GT Coupé/Cabriolet: 4500 × 1660 × 1280 mm Sport/Supersport: 4495 × 1630 × 1280 mm GTL: 4530 × 1660 × 1360 mm | Lim.: 4855 × 1750 × 1460 mm Coupé: 4680 × 1740 × 1420 mm GT Coupé/Cabriolet: 4500 × 1660 × 1280 mm Sport/Supersport: 4495 × 1630 × 1280 mm GTL: 4530 × 1660 × 1360 mm | Lim.: 4855 × 1750 × 1460 mm Coupé: 4680 × 1740 × 1420 mm GT Coupé/Cabriolet: 4500 × 1660 × 1280 mm Sport/Supersport: 4495 × 1630 × 1280 mm GTL: 4530 × 1660 × 1360 mm | Lim.: 4855 × 1750 × 1460 mm Coupé: 4680 × 1740 × 1420 mm GT Coupé/Cabriolet: 4500 × 1660 × 1280 mm Sport/Supersport: 4495 × 1630 × 1280 mm GTL: 4530 × 1660 × 1360 mm | Lim.: 4855 × 1750 × 1460 mm Coupé: 4680 × 1740 × 1420 mm GT Coupé/Cabriolet: 4500 × 1660 × 1280 mm Sport/Supersport: 4495 × 1630 × 1280 mm GTL: 4530 × 1660 × 1360 mm | Lim.: 4855 × 1750 × 1460 mm Coupé: 4680 × 1740 × 1420 mm GT Coupé/Cabriolet: 4500 × 1660 × 1280 mm Sport/Supersport: 4495 × 1630 × 1280 mm GTL: 4530 × 1660 × 1360 mm | Lim.: 4855 × 1750 × 1460 mm Coupé: 4680 × 1740 × 1420 mm GT Coupé/Cabriolet: 4500 × 1660 × 1280 mm Sport/Supersport: 4495 × 1630 × 1280 mm GTL: 4530 × 1660 × 1360 mm | Lim.: 4855 × 1750 × 1460 mm Coupé: 4680 × 1740 × 1420 mm GT Coupé/Cabriolet: 4500 × 1660 × 1280 mm Sport/Supersport: 4495 × 1630 × 1280 mm GTL: 4530 × 1660 × 1360 mm | Lim.: 4855 × 1750 × 1460 mm Coupé: 4680 × 1740 × 1420 mm GT Coupé/Cabriolet: 4500 × 1660 × 1280 mm Sport/Supersport: 4495 × 1630 × 1280 mm GTL: 4530 × 1660 × 1360 mm | Lim.: 4855 × 1750 × 1460 mm Coupé: 4680 × 1740 × 1420 mm GT Coupé/Cabriolet: 4500 × 1660 × 1280 mm Sport/Supersport: 4495 × 1630 × 1280 mm GTL: 4530 × 1660 × 1360 mm | Lim.: 4855 × 1750 × 1460 mm Coupé: 4680 × 1740 × 1420 mm GT Coupé/Cabriolet: 4500 × 1660 × 1280 mm Sport/Supersport: 4495 × 1630 × 1280 mm GTL: 4530 × 1660 × 1360 mm | Lim.: 4855 × 1750 × 1460 mm Coupé: 4680 × 1740 × 1420 mm GT Coupé/Cabriolet: 4500 × 1660 × 1280 mm Sport/Supersport: 4495 × 1630 × 1280 mm GTL: 4530 × 1660 × 1360 mm |                          |
| Leergewicht                      | 1480 kg | 1440 kg | 1280 kg | 1200 kg | 1560 kg | 1520 kg | 1360–1400 kg | 1330 kg | 1560 kg | 1520 kg | 1360–1420 kg | 1330 kg |                          |
| Höchstgeschwindigkeit            | 160 km/h | 170 km/h | 180 km/h | ca. 190 km/h | 167 km/h | 178 km/h | 190 km/h | 200 km/h | 170 km/h | 181 km/h | 194 km/h | 210 km/h |                          |
| 0–100 km/h                       | nicht angegeben | nicht angegeben | nicht angegeben | nicht angegeben | nicht angegeben | nicht angegeben | nicht angegeben | nicht angegeben | nicht angegeben | nicht angegeben | nicht angegeben | nicht angegeben |                          |
| Verbrauch (Liter/100 Kilometer)  | 12,5 N | 13,5 N | 11,8 N | 11,7 N | 12,6 S | 14,3 S | 13,0 S | 13,3 S | 13,9 S | 14,6 S | 14,5 S | 15,2 S |                          |
| Preise (DM) SFr                  | -- 26.950 | -- 28.600 | -- 30.150 | -- 30.150 | 20.800 25.500 | 23.400 29.400 | 25.300 29.800 | 24.900 29.800 | -- 25.000 | -- 26.800 | -- 27.000 | -- 27.000 |                          |